# 貝洛格拉奇克

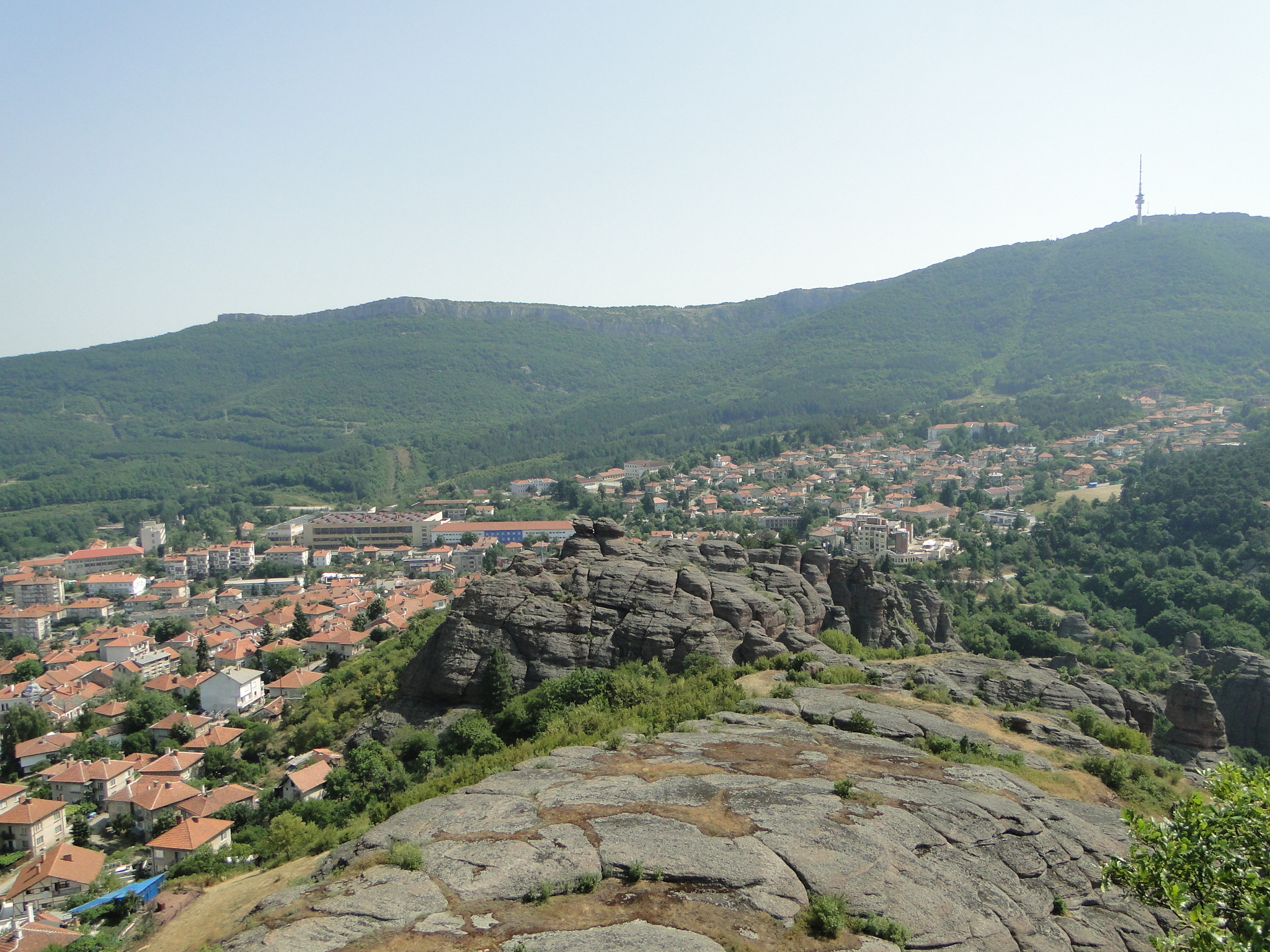
貝洛格拉奇克

貝洛格拉奇克（直译：小白城）是保加利亞的城鎮，位於該國西北部，距離首府維丁50公里，毗鄰與塞爾維亞接壤的邊境，由維丁州負責管轄，海拔高度522米，2009年人口5,334，居民主要信奉東正教。

## 外部連結
- Belogradchik on Wikivoyage
- Belogradchik common information （英文）